# Dai Nagao
Dai Nagao (長尾 大 Nagao Dai?) (28 de marzo de 1971, Chiba, Japón) es un músico japonés. Además de compositor, intérprete y productor, es la mente maestra de bandas de J-Rock como Do As Infinity y su más reciente proyecto Amasia Landscape.

## Historia
Nagao comenzó su carrera musical en 1998 comenzando a componer canciones para artistas dentro del sello Avex Trax, dentro de los que destacaron sus trabajos con las cantantes Ayumi Hamasaki y Hitomi.
Debido a la gran calidad de sus canciones, y el gran potencial de éxito que Avex vio en el joven, le propusieron que hiciera un proyecto para una nueva banda, y de ahí comenzó el proyecto de Do As Infinity. El también se consideraba un miembro más de la banda, pero tras el lanzamiento del segundo álbum de estudio del grupo, "NEW WORLD", el compositor dejó de aparecer en la luz pública como el tercer miembro, instalándose detrás del telón para escribir y componer las canciones, además de realizar los arreglos. En el último concierto que realizó Do As Infinity el 25 de noviembre del 2005, Nagao volvió a reunirse con los miembros de la banda para tocar en vivo por última vez.
Tras la separación del grupo en el 2005, Dai Nagao ha estado produciendo a numerosos grupos como Amasia Landscape, y ha creado su propio subsello dentro de Avex Trax llamado True Song Music.

## Composiciones
- Ayumi Hamasaki
  - TO BE (1999)
  - Boys & Girls (1999)
  - monochrome (1999)
  - too late (1999)
  - Trauma (1999)
  - End roll (1999)
  - Fly high (1999)
  - ever free (2000)
  - Far away (2000)
  - SEASONS (2000)
  - teddy bear (2000)
  - AUDIENCE (2000)
  - Dearest (CREA) (2001)
  - no more words (CREA) (2001)
  - flower garden (CREA) (2001)
  - Daybreak (CREA, Junichi Matsuda) (2002)
  - Free & Easy (CREA) (2002)
  - independent (CREA) (2002)
  - July 1st (CREA) (2002)
  - HANABI (CREA) (2002)
  - Voyage (CREA) (2002)
  - WE WISH (2002)
  - Real me (2002)
  - RAINBOW (CREA) (2002)
  - HANABI～episode II～ (CREA) (2002)
  - theme of a-nation'03 (CREA) (2002)
  - forgiveness (CREA) (2002)
  - Will (CREA) (2002)

- Hitomi
  - WISH (1999)
  - MADE TO BE IN LOVE (1999)
  - there is... (1999)
  - Gamble (1999)
  - Amai Namida (甘い涙?) (1999)
  - UNDER THE SUN (1999)
  - 7 (SEVEN) (2002)
  - Primary (2002)

- Every Little Thing
  - No limit (2001)
  - One (2001)
  - ・・・。(2002)

- Sayaka Yamamoto
  - Tokyo Dayori (東京だより?) (2005)
  - Sekishun (惜春?) (2005)
  - Chikuyosen (地区予選?) (2005)
  - Bokura wa yayoi no kaze no naka (僕らは弥生の風の中?) (2005)
  - Ikaruga (斑鳩?) (2005)
  - Christmas Koushinkyoku (クリスマス行進曲?) (2005)
  - Yuunagi no shita no himitsu kichi (夕凪の下の秘密基地?) (2005)
  - Botan yuki no furu machi (牡丹雪の降る街?) (2005)
  - Hoshi no shita no tokeidai (星の下の時計台?) (2005)
  - Yuki yama no shiroi tsukai (雪山の白い使い?) (2005)
  - Tsukushi no Kotozute (つくしの言伝?) (2006)
  - Kokoni iru yo (ここに いるよ?) (2006)

- SE7EN
  - Hikari (光?) (2005)
  - Chirihoshi (塵星?) (2005)
  - STYLE (2005)
  - FOREVER MIND (2005)
  - START LINE (スタートライン?) (2005)
  - Puzzle (2005)
  - Entrance (2005)
  - Shinkiro ~SHINKIRO~ (蜃気楼～SHINKIRO～?) (2005)
  - Rainbow (2005)
  - Red Voice (2005)
  - Sonomama de... (そのままで．．．?) (2005)
  - Key of love (2005)

- dream
  - Private wars (2000)
  - FREE AS THE WIND (2001)
  - Our Time (2001)
  - New Days (2002)

- Key-A-Kiss 
  - please! (2001)
  - MARSHMALLOW WARP (マシュマロワープ?) (2001)
  - VELVET EDEN (ヴェルヴェット・イエイエ?) (2001)

- Otros
  - 街路樹 / YURIMARI [1999/05/08]
  - CUBE / セミダブルオリジナル・サウンドトラック & 6ソングス [1999/06/02]
  - 終わらない理由 / 吉沢梨絵 [1999/06/09]
  - いつか / Aimi Ueda[1999/09/01]
  - なかよし / Aimi Ueda [1999/09/01]
  - CRY / TRINITY [2000/03/29]
  - Music All Night / Shino [2001/11/28]
  - With All Might / Shino [2001/11/28]
  - 勝/ロンドンブーツ1号2号 [2002/02/27]
  - nobody else / EXILE[2002/03/06]
  - beloved / Hitomi Shimatani[2002/06/12]
  - メイアイ / KRUD [2002/08/21]
  - Air / 上原多香子 [2002/09/19]
  - Drive me nuts / Cyber X feat. Tomiko Van [2003/04/23]
  - 流星RIDE / ISSA [2003/05/21]
  - Viewtiful World / Viewtiful Joe [2003/06/11]
  - 夏の残骸 / 小日向しえ [2003/08/21]
  - Gentle Words / Kumi Koda [2003/12/10]
  - 夏のしおり-epilogue- / Eurasia 404 [2004/07/28]
  - Eurasia 404 / Eurasia 404 [2004/09/08]
  - Alone / Ruppina [2004/08/25]
  - Don't You Wanna / Akico [2005/07/27]
  - Blaze Away / TRAX [2005/09/14]
  - 白のメロディー* / VOXRAY [2005/12/01]

- Datos: Q2232431